# Echinocereus klapperi
Echinocereus klapperi là một loài thực vật có hoa trong họ Cactaceae. Loài này được W.Blum mô tả khoa học đầu tiên năm 1998.